# Mammillaria zublerae
Mammillaria zublerae (укр. Мамілярія Зублер, мамілярія зублеріана) — сукулентна рослина з роду мамілярія (Mammillaria) родини кактусових (Cactaceae).

## Історія
Вид вперше описаний німецьким ботаніком Вернером Реппенгагеном (нім. Werner Reppenhagen, 1911—1996) у 1987 році у виданні нім. «Die Gattung Mammillaria nach dem heutigen Stand meines Wissens».

## Етимологія
Видова назва дана на честь швейцарської кактолога Рут Зублер з Брайзаха поблизу Базеля.

## Ареал і екологія
Mammillaria zublerae є ендемічною рослиною Мексики. Ареал розташований у штаті Тамауліпас. Рослини зростають на висоті від 1500 до 1500 метрів над рівнем моря на вертикальних вапнякових скелях у густому тропічному листяному лісі.

## Морфологічний опис
| Орган              | Опис                                                                                     |
| Рослини            | зазвичай розгалужуються з подальшим утворенням великих груп.                             |
| Коріння            |                                                                                          |
| Стебло             | Кулясте до циліндричного та булавоподібного, 2-5 см заввишки, 2-4,5 см в діаметрі.       |
| Епідерміс          | зелений.                                                                                 |
| Маміли             | циліндричні до конічних, м'які, без молочного соку.                                      |
| Ареоли             |                                                                                          |
| Аксили             | з жовтуватим пухом.                                                                      |
| Центральні колючки | 5-6, тонкі, голкоподібні, прямі, покриті пушком, склоподібно-жовті, 5-9 мм завдовжки.    |
| Радіальні колючки  | 20-24, тонкі, щетинисті, прямі або згинаються, білі з жовтими кінцями, 4-7 мм завдовжки. |
| Квіти              | світло-жовті, до 15 мм завдовжки і в діаметрі.                                           |
| Бутони             |                                                                                          |
| Зовнішні пелюстки  |                                                                                          |
| Внутрішні пелюстки |                                                                                          |
| Тичинки            |                                                                                          |
| Маточка            |                                                                                          |
| Плоди              | яскраво-червоні.                                                                         |
| Насіння            | чорне.                                                                                   |

## Систематика
Девід Гант у 1997 році відніс цей таксон до підвиду Mammillaria prolifera (Mammillaria prolifera subsp. zublerae), однак Едвард Андерсон — член Робочої групи Міжнародної організації з вивчення сукулентних рослин (IOS), колищній її президент у своїй фундаментальній монографії з родини кактусових «The Cactus Family» (2001) описав Mammillaria zublerae як окремий вид.

## Чисельність, охоронний статус та заходи по збереженню
Mammillaria zublerae входить до Червоного списку Міжнародного союзу охорони природи видів під загрозою зникнення (EN).
Цей вид має дуже невеликий ареал (близько 270 км², причому, площа заселеності складає лише 25 км²). Оскільки основною загрозою є незаконне збирання, всю територію можна вважати єдиним місцем розташування, а зменшення кількості незрілих особин у зв'язку із незаконним збором триває. Чисельність популяції становить менше 2 500 зрілих особин, при цьому кожна підпопуляція має менше 250 особин.
Mammillaria zublerae не зустрічається в жодній природоохоронній території.

## Використання
Mammillaria zublerae є об'єктом колекціонування, хоча все ще не звичайна в культурі.